# Бабу Німал
Бабу Німал (15 березня 1908 — 21 лютого 1998) — індійський хокеїст на траві.
Олімпійський чемпіон 1936 року.